# Kothipura, Ramanagara
Kothipura là một làng thuộc tehsil Ramanagara, huyện Ramanagara, bang Karnataka, Ấn Độ.